# Йошихиро Нацука
Йошихиро Нацука (на японски: 名塚 善寛) е японски футболист.

## Национален отбор
Записал е и 11 мача за националния отбор на Япония.
| Япония | Япония | Япония |
| Година | Мачове | Голове |
| ------ | ------ | ------ |
| 1994   | 9      | 1      |
| 1995   | 2      | 0      |
| Общо   | 11     | 1      |